# Camino Natural Vía Verde del Carrilet de la Cava
El Camino Natural del Carrilet de la Cava es un itinerario perteneciente a la Red de Caminos Naturales de España, un proyecto desarrollado por el Ministerio de Agricultura, Pesca y Alimentación, que se encarga de la recuperación de antiguas infraestructuras relacionadas con el transporte y la comunicación, que actualmente se encuentran en desuso o en estado de abandono, para su uso senderista y ciclista.
Este Camino Natural se desarrolla a través de las vías del antiguo ferrocarril del mismo nombre que unía a lo largo de 27 km Tortosa con La Cava.

## Localización
Este itinerario recorre un trazado de 7 km junto al Canal de la Izquierda del Ebro por un carril-bici asfaltado. Coincide con el trazado de la línea férrea, creada principalmente para el transporte de arroz.
Este trazado coincide con el Camino Natural del Ebro, en su etapa 41, que va de Tortosa a Amposta. También está conectado con el Camino Natural Vía Verde de la Val de Zafán. Esta red se encuentra dentro de la marca turística Terres de l’Ebre, que es Reserva de la Biosfera. La comarca por la que discurre, Baix Ebre, está compuesta por 14 municipios y posee una gran diversidad de paisajes que van desde el Parque Natural dels Ports, hasta el Parque Natural del Delta del Ebro. En 2013 la UNESCO declaró la zona como Reserva de la Biosfera, potenciando la conservación de los múltiples valores ambientales, de las especies de fauna y flora y potenciando las actividades agrícolas, turísticas e industriales sostenibles.

## Historia
El ferrocarril fue utilizado para transportar productos agrícolas del Delta del Ebro, principalmente del Canal de la Izquierda del Ebro, inaugurado en 1912. Fue, además, un elemento clave para el transporte de pasajeros entre ambas ciudades, generando una sinergia y una gran actividad comercial y laboral.
Su inauguración sustituyó al conocido barco de vapor Anita que navegaba por la zona en 1915. La línea estuvo activa desde 1926 hasta 1968 y supuso el principal motor económico de la zona.

## Descripción por tramos
Este Camino Natural consta de un solo tramo que comienza al sur de Tortosa, al lado de Illa de Vinallop, espacio natural protegido dentro de las Riberes i illes de l’Ebre. En la localidad se encuentra el Castillo de la Suda, que domina la ciudad, la catedral de Santa María, el convento de Santa Clara, el palacio episcopal y otros palacios señoriales. La ruta guía al viajero a través de la ciudad mostrando su fuerte tejido industrial con el Canal de la Izquierda del Ebro, la línea de ferrocarril en servicio actualmente, la carretera C-42 y varias industrias.
La ruta comienza junto al Canal de la Izquierda del Ebro, inaugurado por Alfonso XIII en 1912. Al lado del panel interpretativo se divisa un antiguo edificio ferroviario, aquí comienza un carril-bici que continúa hasta el final. Se trata de un Camino sin dificultad alguna, con una pendiente casi nula y un firme constante en todo su trayecto. Durante el mismo, se puede disfrutar de las vistas, rodeado de casas de campo y cultivos de cítricos en los primeros kilómetros, y después plagado de arrozales.
Avanzando, se llega a una compuerta de regulación del Canal, lo que supone la llegada a la localidad de Campredó, donde es de recibo la visita a su antigua estación de ferrocarril y a la iglesia de su patrón, la iglesia de San Juan Bautista.
Retomando el Camino, se llega a la barriada de la Font de Quinto, donde el Camino cruza el Canal por un puente para introducirse después entre cultivos de cítricos y arroz. A la izquierda destaca la Torre de Campredó, construcción medieval que hacía las veces de defensas de la ciudad junto a las Torres de Carrova y Sant Onofre.
A escasos kilómetros, se llega a la Estación de Bomberos de La Pedrera, donde un panel interpretativo informa del final del trazado. Desde aquí se puede continuar por el Camino Natural del Ebro, dejando atrás el antiguo trazado ferroviario.

## Otros datos de interés

### Comarca del Baix Ebre
Compuesta por 14 municipios (Aldover, Alfara de Carles, Benifallet, Camarles, Deltebro, El Perelló, La Aldea, La Ametlla de Mar, La Ampolla, Pauls, Roquetas, Tivenys, Tortosa y Cherta), cuenta con una gran diversidad de paisajes. En su interior alberga el Parque Natural dels Ports, el Parque Natural del Delta del Ebro, además de zonas de cultivo tradicional, destacando sus arrozales. En 2013, la UNESCO declaró a Terres de l’Ebre como Reserva de la Biosfera, favoreciendo así la conservación del entorno y la gran variedad de especies de fauna y flora, además de potenciar los sectores agrícola, turístico e industrial de la zona con soluciones sostenibles.